# Jean Furella Carroll
 (septembre 2015).
Jean Furella Carroll est une artiste de cirque américaine, née dans les années 1920 et morte en décembre 1969. Elle est connue en tant que femme tatouée sous le nom de « The Tattoo Queen ».

## Biographie
Jean Furella Carroll raconte son histoire dans un petit texte de 6 pages vendu alors 50 cents : The story of how i became the Tattoo Queen. Elle raconte qu’elle commença sa carrière comme femme à barbe et comment elle est devenue « femme tatouée » par amour. 
Son compagnon depuis 15 ans était John Carson, bonimenteur dans les cirques et les carnavals.  Mais il ne supportait pas de l’embrasser à cause de la barbe. C’est un ami commun Alec Linton, avaleur de sabre, qui lui conseilla d’oublier la barbe et de se faire tatouer le corps.  Ainsi ils pourraient être heureux ensemble tout en continuant à travailler pour le cirque.
Il n’y a pas de preuve que Jean commença réellement comme femme à barbe, mais cette histoire d’amour est racontée par Tom Palazzolo dans le court métrage : Tattooed Lady of Riverview.
Il rencontre Jean en 1967 alors qu’elle se produit au Chicago’s Riverview Park. Figure marquante pour tous les performeurs du « sideshow (en)», elle a alors une soixantaine d'années. D’abord réticente à l’idée de se faire filmer elle finit par accepter. Elle entretient jusqu’à sa mort une correspondance avec Tom Palazzolo. Séparée de son mari, elle connait à la fin des années 1960 des difficultés financières et est menacée d’expulsion. Elle trouve un nouveau travail au Coney Island’s sideshow où les conditions de travail sont bonnes. Elle écrit à Tom Palazzolo dans une lettre : « These people are very nice. Last week when it rained and we did not work that day, we got paid for it…the first day I have worked he told me that he liked the way I worked so I am going to stay. »
Elle tombe malade et est hospitalisée en août 1968. À sa sortie en novembre, son appartement était vidé, tout avait été saisi.
En décembre 1969, Tom Palazzolo reçoit une carte de Noël où elle se dit en grande difficulté financière. Il ne reçoit plus jamais d’autre lettre, elle est morte peu de temps après.

## Sources
- Amelia Klem Osterud, The tattooed lady : a history, speck press, 2009, pp. 82-83
- Henk Schiffmacher, Encyclopedia for the art and history of tattooing, Almar Seinen, 2010, p. 81